# Přemysl Krejčík
Přemysl Krejčík (* 25. ledna 1991 Nymburk) je český spisovatel, literární publicista, literární vědec, vysokoškolský pedagog, nakladatelský redaktor a bývalý šéfredaktor zaniklého literárního časopisu Partonyma. Je členem Asociace spisovatelů. 

## Život
Narodil se ve středočeském Nymburce, v současnosti žije v Pardubicích, kde na filozofické fakultě Univerzity Pardubice vystudoval nejprve obor historicko-literární studia a poté získal magisterský titul v oboru dějiny literární kultury. Tamtéž také získal doktorát v oboru historie. Vědecky se zabývá především českou literární fantastikou a jejími subžánry, o čemž publikoval vědecké monografie a také několik drobnějších vědeckých studií. V minulosti působil také jako recenzent pro literární časopis Tvar a portál iLiteratura.cz, příležitostně i pro další periodika. V roce 2013 se stal redaktorem a v roce 2015 šéfredaktorem literární revue Partonyma. Časopis vedl až do jeho zániku s koncem roku 2021. Věnuje se také psaní o audioknihách a opakovaně byl členem poroty výroční ceny Audiokniha roku.
Obdržel několik stipendií na tvůrčích rezidencích, jako rezidenci v polském Krakově, udělenou mezinárodním Visegradským fondem v roce 2019, nebo tvůrčí stipendium v Broumově udělené Českým literárním centrem, či rezidenci v umělecké kolonii v německém Worpswede. Své texty mimo jiné několikrát prezentoval i před zahraničním publikem, například v Krakově či v australském Melbourne.
V roce 2019 byl nominován na Cenu Jiřího Ortena. V roce 2020 obdržel cenu rektora Univerzity Pardubice za "založení tradice literárních setkání, čtení u Lavičky Václava Havla a za vlastní úspěšnou literární tvorbu".
Přemysl Krejčík byl v roce 2014 oceněn uznáním poroty v Literární ceně Vladimíra Vokolka, v letech 2014 a 2015 patřil mezi finalisty Literární soutěže Františka Halase, v letech 2020 a 2022 se jeho knihy Malej NY a Čokoláda pro Wehrmacht objevily v širším výběru titulů ceny Česká kniha.
V minulosti působil v několika hudebních skupinách, v té poslední (SoundFlip) zastává po odchodu funkci občasného hosta (např. na EP Prostor zvuku hostuje ve dvou ze čtyř skladeb, pro které také napsal texty).  Společně se SoundFlipem také zhudebnil některé texty z románu Srab, které se takto objevily v audioknize (další ze skladeb pro audioknihu zhudebnil neodekadentní básník Kamil Princ).

## Dílo

### Romány a sbírky povídek
- 2015 – Šest nevinných (jako spoluautor) – detektivní kolektivní román společně s Davidem Zábranským, Jiřím W. Procházkou, Janem Svitákem, Lukášem Vavrečkou a Josefem Pecinovským
- 2016 – Univerzální katalog zoufalců – experimentální román
- 2016 – Kybersex – sbírka sci-fi povídek
- 2019 – Malej NY – thriller z hip-hopového prostředí, nominovaný na Cenu Jiřího Ortena 2019[31]
- 2021 – Čokoláda pro wehrmacht – dieselpunkový román
- 2022 – Srab – psychologicky pojatý černohumorný román o psychickém násilí, z prostředí horrorcore kapely
- 2024 – Rochus – magicko-realistická próza na pomezí literární fantastiky a společenského románu
- 2025 – Mravenci & krevety – román

### Básnické knihy
- 2015 – Křehké nepřenášet
- 2017 – Asfaltovej plameňák
- 2021 – O auschwitzu psát nebudu

### Audioknihy
- 2023 – povídka Kouzelník (načetl David Viktora)
- 2023 – povídka Pan Twardowski (načetli Kajetán Písařovic a Klára Sedláčková Oltová)
- 2024 – román Srab (načetl Vojtěch Hamerský)
- 2024 – povídka Benátský mor (načetl Libor Böhm)
- 2024 – povídka Výlet do Dánska (načetl Vojtěch Hamerský)
- 2024 – povídka Malézmrtvýchvstání (načetl Filip Jančík)
- 2024 – román Čokoláda pro wehrmacht (načetl Vojtěch Hamerský)
- 2025 – román Rochus (načetl Kajetán Písařovic)

### Odborné monografie
- 2019 – Zatmění po utopickém večírku: Sonda do české dystopické prózy 80. let 20. století
- 2024 – Budovat ráj – Bourat peklo: Odraz totality v utopii, dystopii a dieselpunku

### Povídky (výběr)
- 2016 – Malý maďarský celibát, (jako spoluautor), Tahy 2016.
- 2017 – Derniéra, Divadelní noviny, č. 14, roč. 26.
- 2019 – Stalin, smrt a mandarinky, e-zin Sententias, č. 2, roč. 1.
- 2019 – Kvadropod, Pevnost, č. 7.
- 2020 – Před přílivem, Host, č. 7.
- 2020 – Klokani, Salon Právo, 3. září 2020.
- 2020 – Muž, který věděl všechno, Pevnost, č. 7.
- 2022 – Klokani, antologie Povídky na doma (Novela bohemica, 2022).
- 2023 – Kouzelník, magazín Reportér, č. 102, únor 2023.
- 2023 – Taxikářka z Kamogawa, hororový fanzin Smrtisyn; povídka vyšla v úpravě Kamila Prince.
- 2023 – Dcery Neptuna, synové Amfitríty, antologie literární fantastiky Jiný kraj (Golden dog, 2023).
- 2023 – Pan Twardowski, antologie Hlubiny města (Epocha, 2023).
- 2023 – Malézmrtvýchvstání, Pevnost, č. 9.
- 2024 – Výlet do Dánska, Salon Právo, 4. ledna 2024.
- 2024 – Benátský mor (jako spoluautor), antologie Smečka (Golden dog, 2024).
- 2024 – Turbohřbitov (jako spoluautor, pod pseudonymem Zoran Grobović), Pevnost č. 8.
- 2024 – Malézmrtvýchvstání, antologie Osiřelo dítě (Kalibr, 2024).

### Jako editor
- 2017 – KREJČÍK, Přemysl (ed.). Zřetelným místem nalomení: antologie básní časopisu Partonyma (2012-2017)
- 2021 – KREJČÍK, Přemysl - VAVREČKA, Lukáš - POSLEDNÍ, Petr - MACHÁČEK, Lubomír - KREJČÍK PLŠKOVÁ, Aneta - STUDENÝ, Jiří (eds.). V ložnici spí tvoje kočky: Antologie literárního čtvrtletníku Partonyma. Výběr z let 2012-2021; v pdf verzi je antologie volně dostupná na webu partonyma.cz[32]